# Zelowie

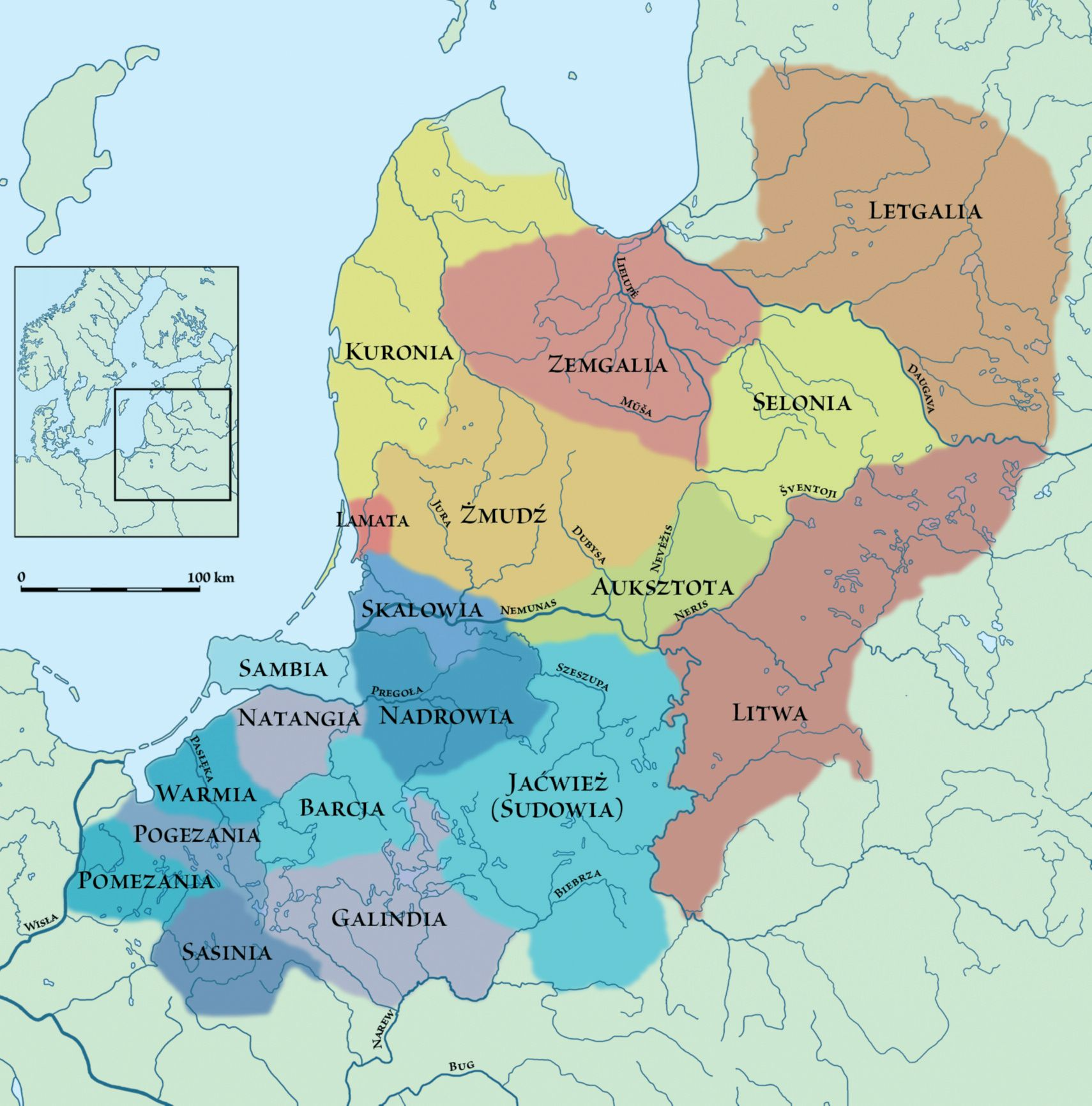
Plemiona bałtyjskie około 1200 roku

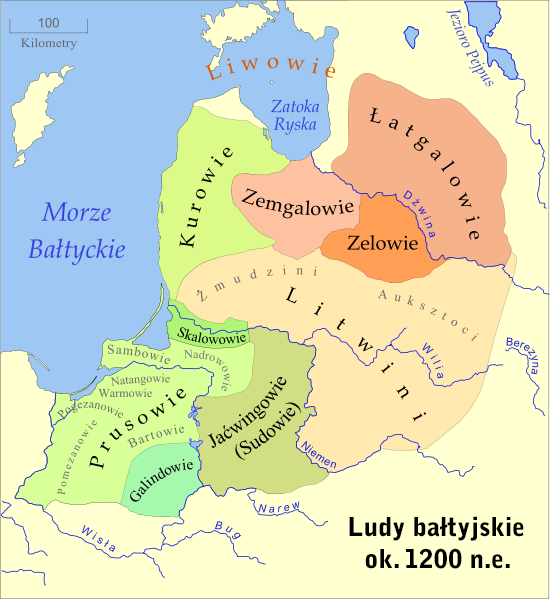
Plemiona Bałtów ok. 1200 roku

Zelowie (łot. Sēļi, lit. Sėliai) – plemię Bałtów zamieszkujące do końca XV wieku tereny dzisiejszej północno-wschodniej Litwy i południowo-wschodniej Łotwy. Posługiwali się językiem selońskim.